# Artillerie de campagne

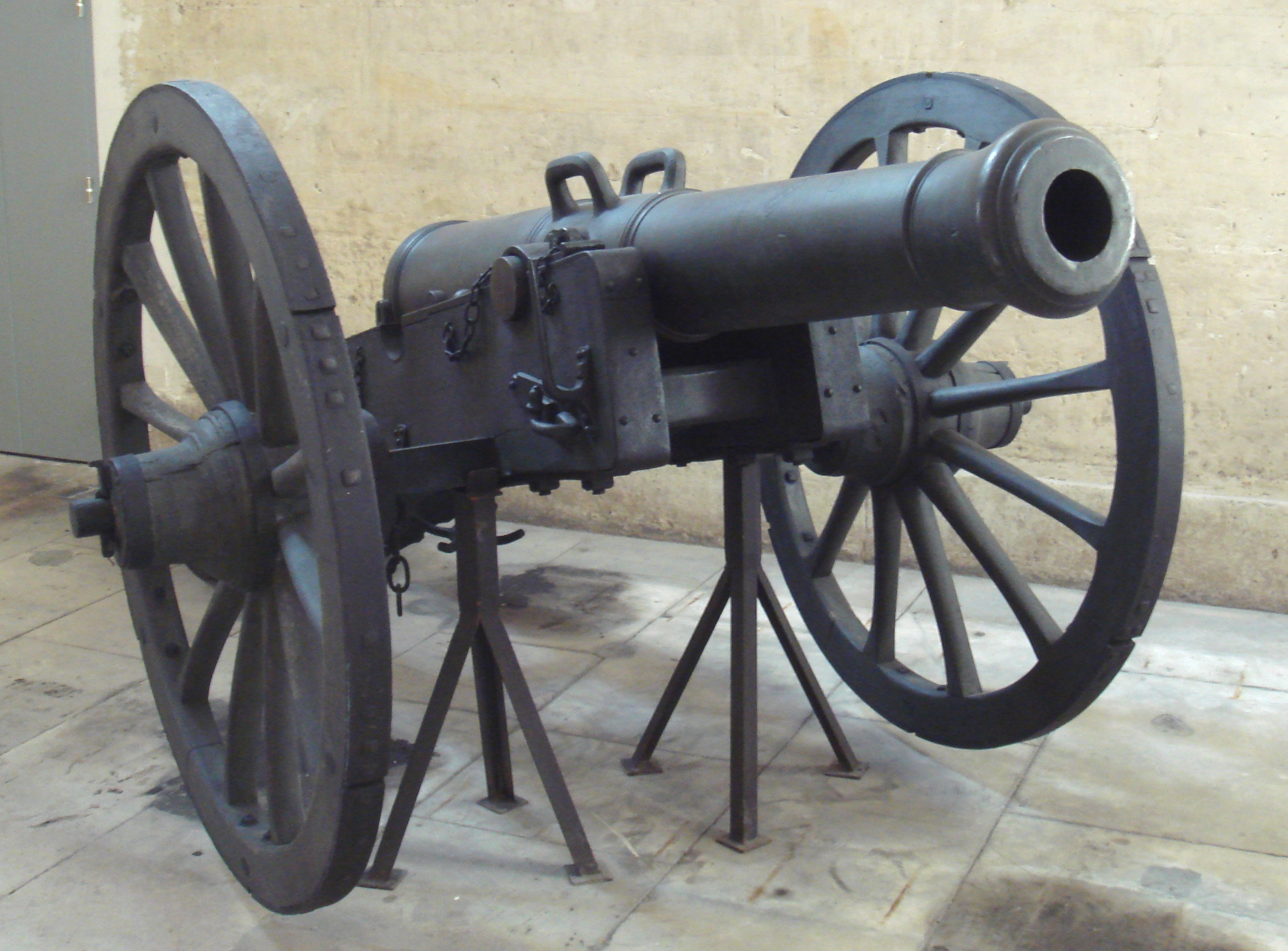
Canon français du système Gribeauval (XVIIIe siècle).

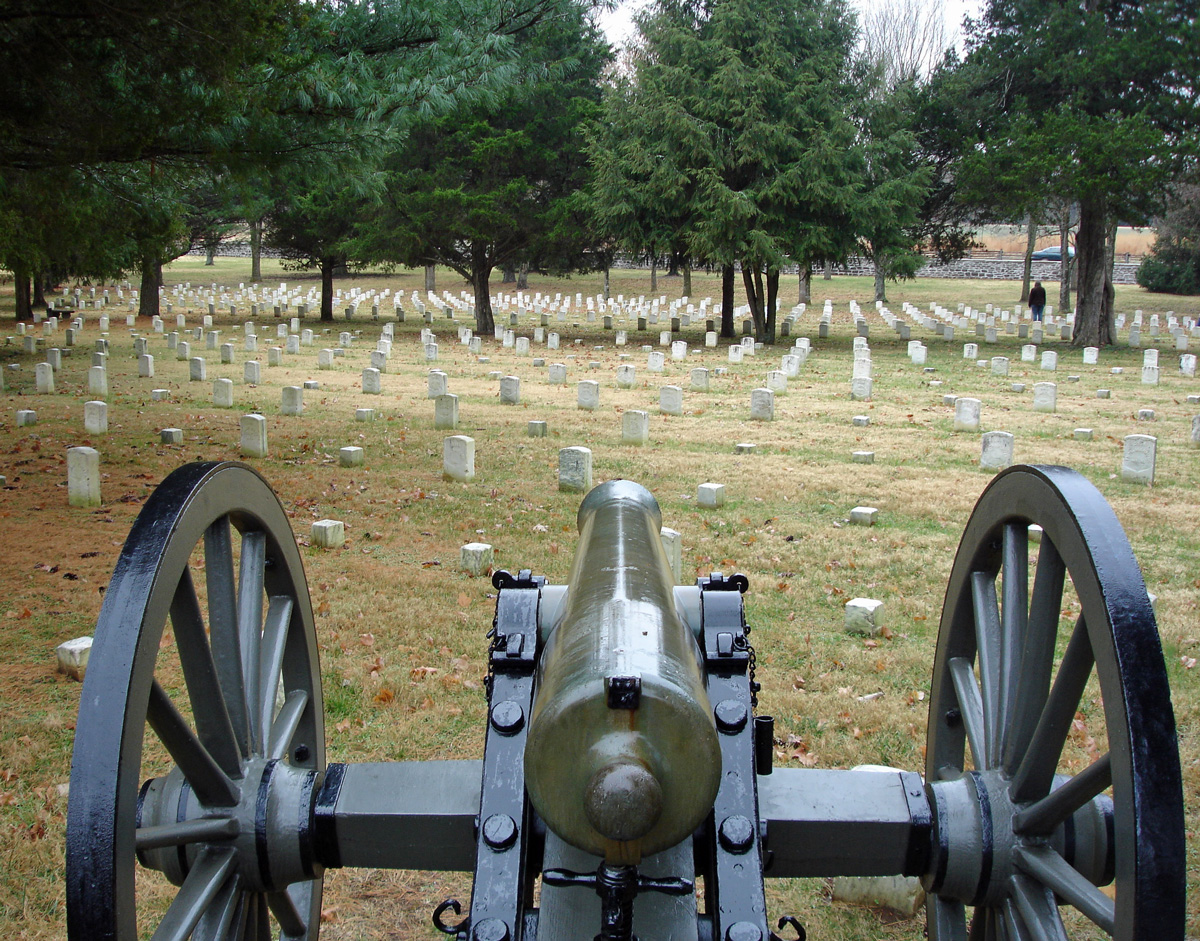
Canon de campagne utilisé durant la Guerre de Sécession (XIXe siècle).

L'artillerie de campagne est une des branches majeures de l'artillerie, qui a pour vocation de soutenir et appuyer les troupes sur le champ de bataille. Pour remplir cette fonction, son matériel doit être mobile et apte à suivre des opérations mobiles. Cet impératif a tendance à lui faire adopter des pièces plus légères et moins puissantes que par exemple l'artillerie de siège ou l'artillerie de place.

## Historique

### Premiers exemples
Si l'artillerie est surtout dans ses débuts cantonnée aux opérations de siège, il arrive parfois qu'on essaye de la déployer lors d'une bataille — un exemple célèbre étant la bataille d'Azincourt en 1415 — mais les résultats sont peu probants. Il est impossible de déplacer les canons une fois la bataille engagée, et, au vu de la portée de l'époque, cela limite leur rôle au mieux à la défense. Les pièces sont en outre incapables de fournir un tir soutenu et explosent généralement après dix à douze coups. Leurs projectiles manquent à la fois de précision et d'efficacité. Au bout du compte, le seul bénéfice est l'effet moral, la fumée et le bruit.
Jean Bureau et son frère Gaspard Bureau, Grands maîtres de l'artillerie du roi Charles VII, utilisent massivement l'artillerie mobile (300 canons) lors d'une bataille rangée pour la première fois en Occident, remportant la victoire contre les Anglais à la bataille de Castillon, mettant ainsi un terme à la guerre de Cent Ans.

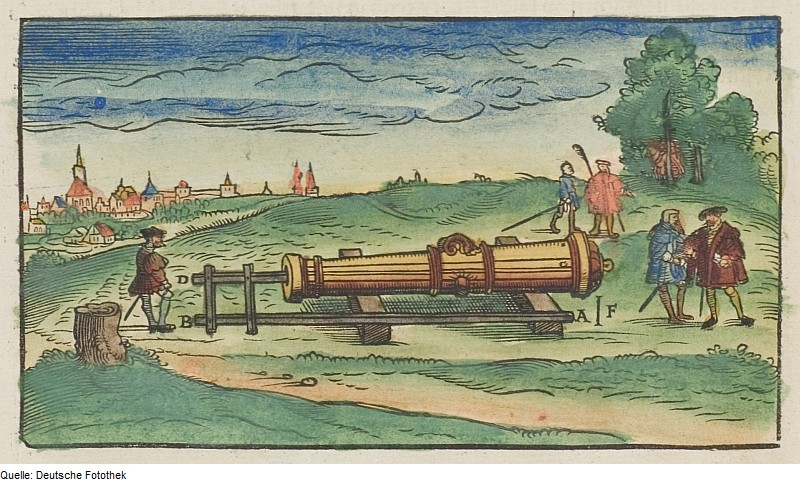
Canon du XVIe siècle, gravure d'un ouvrage de Walther Hermann Ryff, 1547.

Cependant, au tournant du XVIe siècle, la métallurgie et de nouvelles techniques de construction des canons permettent des progrès majeurs, qui vont commencer à rendre l'usage de l'artillerie sur le champ de bataille beaucoup moins folklorique. La première de ces innovations est la généralisation de l'affût à roue, auquel s'associent bientôt les tourillons directement coulés avec le tube, qui permettent à la pièce de reposer directement sur l'affût, tout en restant orientable en site. Le canon prend une allure qu'il va garder pendant plusieurs siècles, et gagne au passage une certaine mobilité. Deux autres améliorations sont aussi introduites à cette époque, l'usage de plus en plus fréquent du bronze pour la fabrication des pièces et de la fonte de fer pour le projectile. Le bronze, alliage de cuivre et d'étain, malgré son prix, se révèle rapidement un meilleur choix que le fer car il permet une fabrication par moulage et non plus par forgeage. L'épaisseur est plus régulière et le matériau moins cassant : les canons sont alors moins sujet à l'éclatement des tubes. Le projectile métallique, lui, n'éclate pas comme celui en pierre et permet des rebonds très meurtriers contre les formations serrées de fantassins ou de cavaliers. Un des grands précurseurs de cette nouvelle artillerie est l'empereur Maximilien Ier de Habsbourg, qui est aussi un des premiers à classifier ses canons en deux grandes catégories, de siège et de campagne. Il est aussi le premier à rendre indépendants ses artilleurs en les rassemblant dans un corps spécifique.
La progression dans l'efficacité sur le terrain est très rapide. Si en 1477, à Nancy, les piquiers suisses s'emparent des trente canons bourguignons avant que ceux-ci aient eu le temps de tirer, moins de quarante ans plus tard, à la bataille de Marignan, ces mêmes piquiers doivent reculer en perdant sept mille des leurs face à soixante canons français. Comme pour celle de siège, l'artillerie de campagne est devenue un atout majeur des armées en campagne, et de nombreux théoriciens essayent de rationaliser son emploi alors que le nombre de pièces augmente rapidement. De nombreux problèmes pratiques limitent néanmoins encore son efficacité. Des progrès techniques, mais surtout d'organisation et de doctrine sont encore nécessaires.
En 1540, Georges Hastmann met au point l'échelle des calibres, une règle en métal qui fait correspondre le calibre intérieur d'un canon avec la masse de son boulet, ce qui supprime la nécessité de peser le projectile et la poudre nécessaire. Mais le progrès le plus important, et aussi le plus long, est la diminution et la rationalisation des types et des calibres des pièces d'artillerie. L'évolution est lente mais sûre, car si l'armée de Charles Quint a plus de cinquante modèles de canon en service aux alentours de 1550, l'armée française n'en a plus que sept en [Quand ?] : le canon, la grande couleuvrine, la couleuvrine moyenne, la couleuvrine petite, le faucon, le fauconneau et l'arquebuse à croc. Les autres grandes armées européennes ont dans le même temps adopté des calibres similaires.
À l'époque d'Henri II, il existait, pour la France, sept calibres pour l'artillerie de campagne :
1. Le canon, dont le projectile pesait de 33 livres 4 onces à 34 livres.
2. La grande couleuvrine, dont le projectile ordinaire de 15 livres 2 onces ne dépassait pas 15 livres 4 onces.
3. La couleuvrine bâtarde, avec un projectile, en moyenne, de 7 livres 2 onces ou 7 livres 3 onces.
4. La couleuvrine moyenne, avec un projectile de 2 livres.
5. Le faucon, avec un projectile de 1 livre 1 once.
6. Le fauconneau, avec un projectile de 14 onces.

À titre d'exemple, l'artillerie installée par les troupes françaises au siège de Thionville en 1558 est composée de
- douze canons de calibre empereur
- six grandes couleuvrines de 18 pieds de chasse pour battre les défenses
- d'autres pièces de campagne

Cependant seuls les calibres sont fixés et les autres caractéristiques des canons varient d'une pièce à l'autre, ce qui complique énormément l'entretien des pièces en campagne — une roue, par exemple, n'est pas interchangeable entre deux canons de même calibre. Les progrès sont néanmoins sensibles quant aux performances des pièces au cours du XVIe siècle. La portée du projectile a triplé, passant d'environ 100 mètres à 300, et la durée de vie des tubes a été multipliée par dix : Il devient possible de tirer une centaine de coups sans éclatement.
L'artillerie reste néanmoins une arme auxiliaire coûteuse et difficile à mettre en œuvre sur le champ de bataille.

### Gustave Adolphe
Durant la guerre de Trente Ans, malgré l'engagement des grandes nations européennes, l'évolution de l'artillerie va être le fait de deux puissances. La première est la Hollande, dont les innovations portant sur la standardisation de l'artillerie vont mettre longtemps à faire des émules dans les armées étrangères. Les Provinces Unies ont réduit le nombre de calibres à quatre, 48, 24, 12 et 6 livres, qui leur permettent de couvrir leurs besoins aussi bien sur terre que sur mer. Vraisemblablement du fait de la petite taille du pays, ils ont aussi réussi à standardiser l'ensemble de la fabrication, y compris celle des affûts : une flasque devient ainsi interchangeable entre deux canons de même calibre. Leurs canons sont moulés selon des plans précis, où des calculs précis du centre de gravité ont permis de placer les tourillons, mais aussi une nouveauté, les anses qui permettent de lever facilement le canon, par exemple pour le désolidariser de son affût. Pour favoriser ce genre de manœuvre, le bouton de culasse, jusqu'alors de petite taille, est aussi agrandi et rendu capable de supporter des efforts importants.

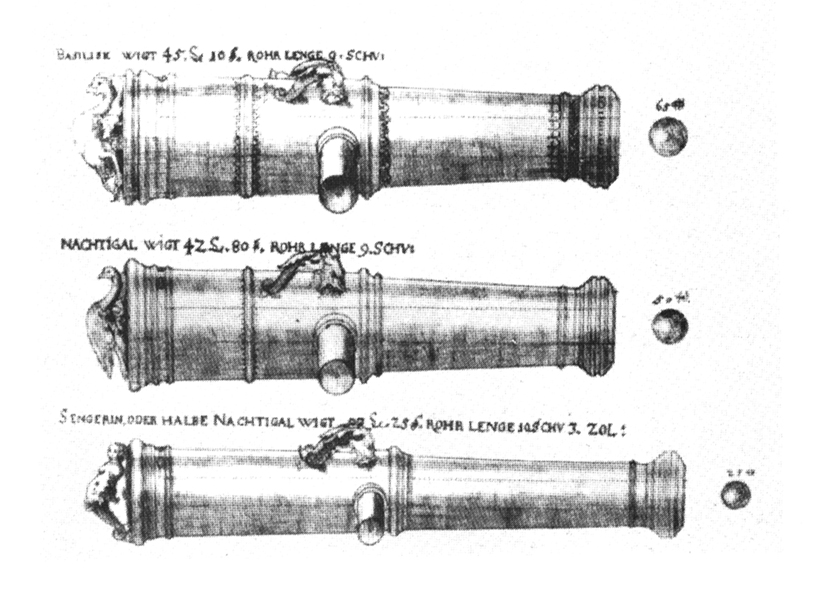
Canons allemands du XVIIe siècle

L'autre nation qui innove beaucoup dans le domaine de l'artillerie de campagne est la Suède de Gustave Adolphe. L'apport est là plus dans la doctrine d'emploi. L'armée suédoise de l'époque répartit son artillerie en trois branches : l'artillerie lourde, destinée à intervenir lors des sièges et des phases statiques de la guerre, celle de campagne qui accompagne les troupes, et l'artillerie légère régimentaire qui les appuie au plus près. Cette dernière est la grande innovation du roi suédois, qui lui permet d'aligner une artillerie plus nombreuse et plus efficace que ses adversaires : elle emploie des petits canons très légers, surnommés les « canons de cuir bouilli » du fait de leur mode de fabrication, une âme en cuivre encerclée par du fer et recouverte de cuir. D'un calibre de quatre ou trois livres, ces pièces peuvent être déplacées par un ou deux chevaux, voire à bras d'homme, et utilisent des boulets encartouchés, qui leur confèrent une cadence de tir phénoménale pour l'époque, huit coups par minute, alors qu'un bon mousquetaire ne tire que six fois. Par la suite, des canons de quatre livres en fonte de fer leur succèderont, tout en gardant leur légèreté : 625 livres affût compris. Sur le champ de bataille, Gustave Adolphe appuie son action avec son artillerie de campagne dotée de pièces de six et douze livres, qu'il place non plus en ligne devant le front des troupes, mais en fortes batteries au centre ou sur les ailes. Cette organisation lui permet de disposer d'environ un canon pour trois ou quatre cents hommes, contre un pour deux mille par exemple pour les Impériaux. À la bataille de Breitenfeld (1631), il inflige ainsi aux Impériaux des pertes quatre fois supérieures aux siennes.

### Lesystème Vallière

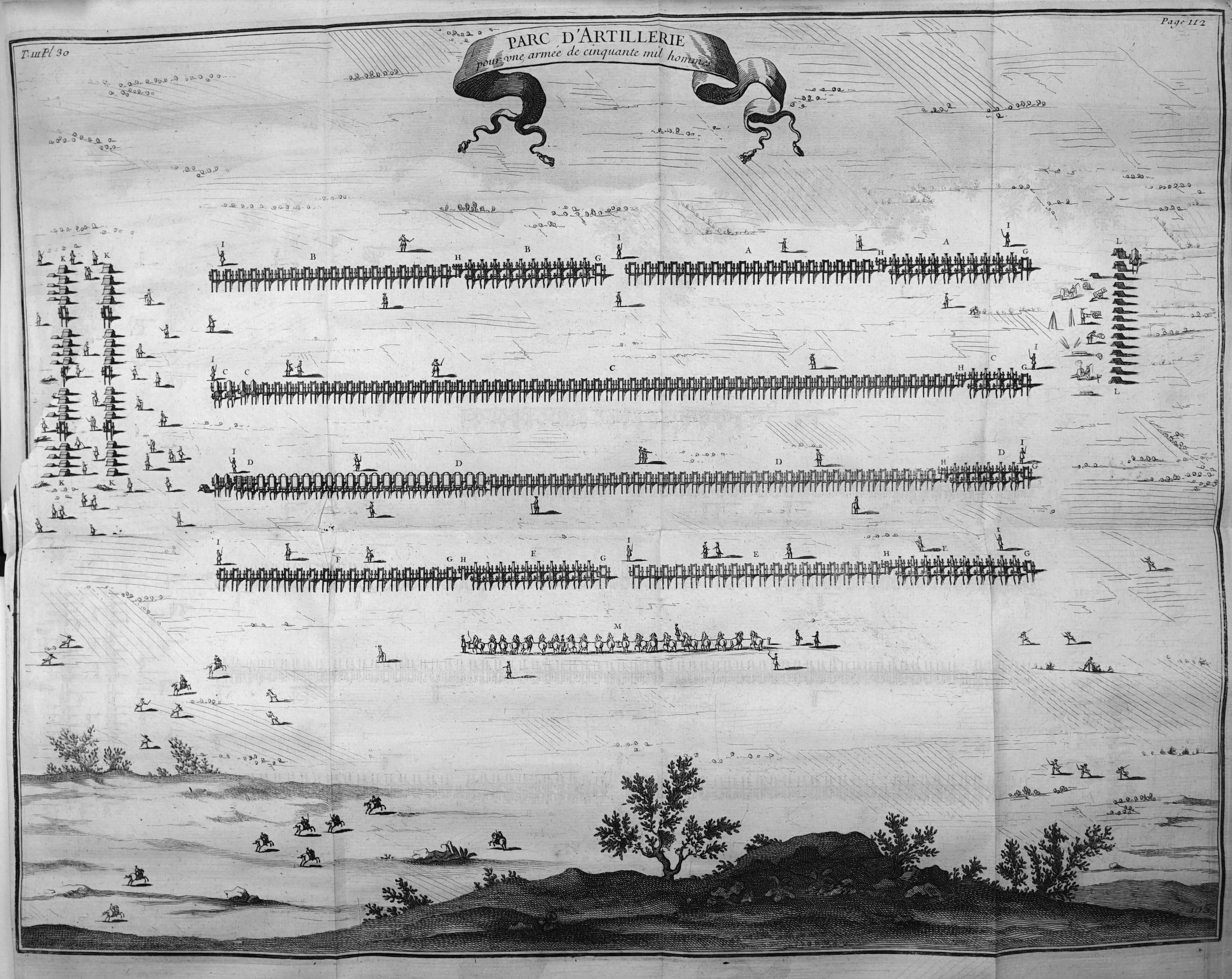
Parc d'artillerie de campagne pour une armée de cinquante mil hommes, Pierre Surirey de Saint-Remy, 1745.

Si la plupart des évolutions de l'artillerie sont présentes lors de la guerre de Trente Ans, elles vont néanmoins mettre longtemps à se diffuser dans toutes les armées européennes. En France, il faut attendre le 7 octobre 1732 pour qu'une ordonnance royale tente d'uniformiser les canons en service dans l'armée du roi, sous l'influence du lieutenant-général de Vallière. Pour la première fois en France, le dessin des tubes est fixé par des plans précis, mais celui des affûts, des voitures et avant-train reste libre, et les calibres sont encore nombreux : 24, 16, 12, 8 et 4 livres. Néanmoins l'artillerie française délaisse enfin les couleuvrines et adopte définitivement le canon plus court et donc léger, de même les mortiers et pierriers sont uniformisés sur deux calibres chacun.
Plus rapide, par contre, est la formation d'un corps autonome d'artilleurs : en 1668 sont créées quatre compagnies de canonniers et deux de bombardiers (utilisant des mortiers de siège) ; en 1671 apparaît le régiment de fusiliers du roi, qui comme son nom ne l'indique pas, a pour mission la garde et le service de l'artillerie royale. En 1676 naît à son tour le régiment des bombardiers, et en 1679, la première compagnie de mineurs rattachée à l'artillerie. Toutes ces unités sont regroupées au sein du régiment Royal artillerie, en 1693, qui en 1710 compte 697 officiers et 5 630 soldats.

### Le système Gribeauval

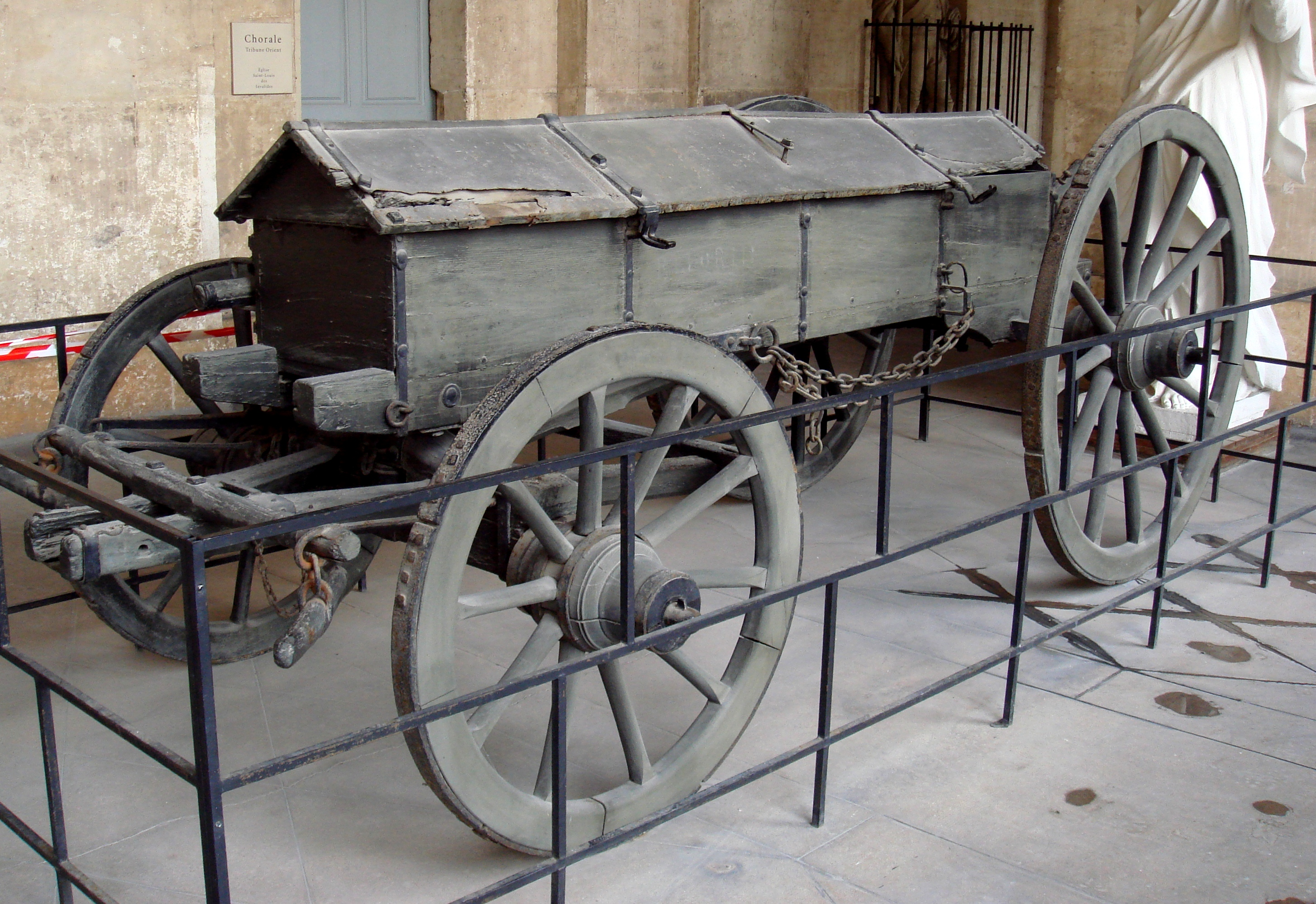
Caisson d'artillerie Gribeauval

### Le tir rapide
Le « tir rapide » fut, avec la « poudre sans fumée », un concept-clef des penseurs militaires de la Belle Époque. Il consistait dans le fait qu'une pièce d'artillerie soit capable de tirer plusieurs coups par minute.
L'avènement du tir rapide résulte des progrès accomplis dans l'usinage des obus : les usines Krupp développèrent ainsi un verrou de culasse amélioré, le C/87, qui équipa un obusier de 130 mm (1888), puis un obusier de 150 mm (1890). Ce mécanisme fut supplanté en 1895 par le verrou Leitwell, qui équipa tous les canons Krupp jusqu'en 1914. En France, il fut décliné notamment avec le verrou du canon Court à Tir Rapide (C.T.R.) 155 mm CTR Rimailho, et le canon Canet de 120 mm.

### Modèles passés à la postérité
L'un des canons de campagne les plus célèbres de la Première Guerre mondiale est le 75 français modèle 1897.

## Spécialités

### Canon d'infanterie

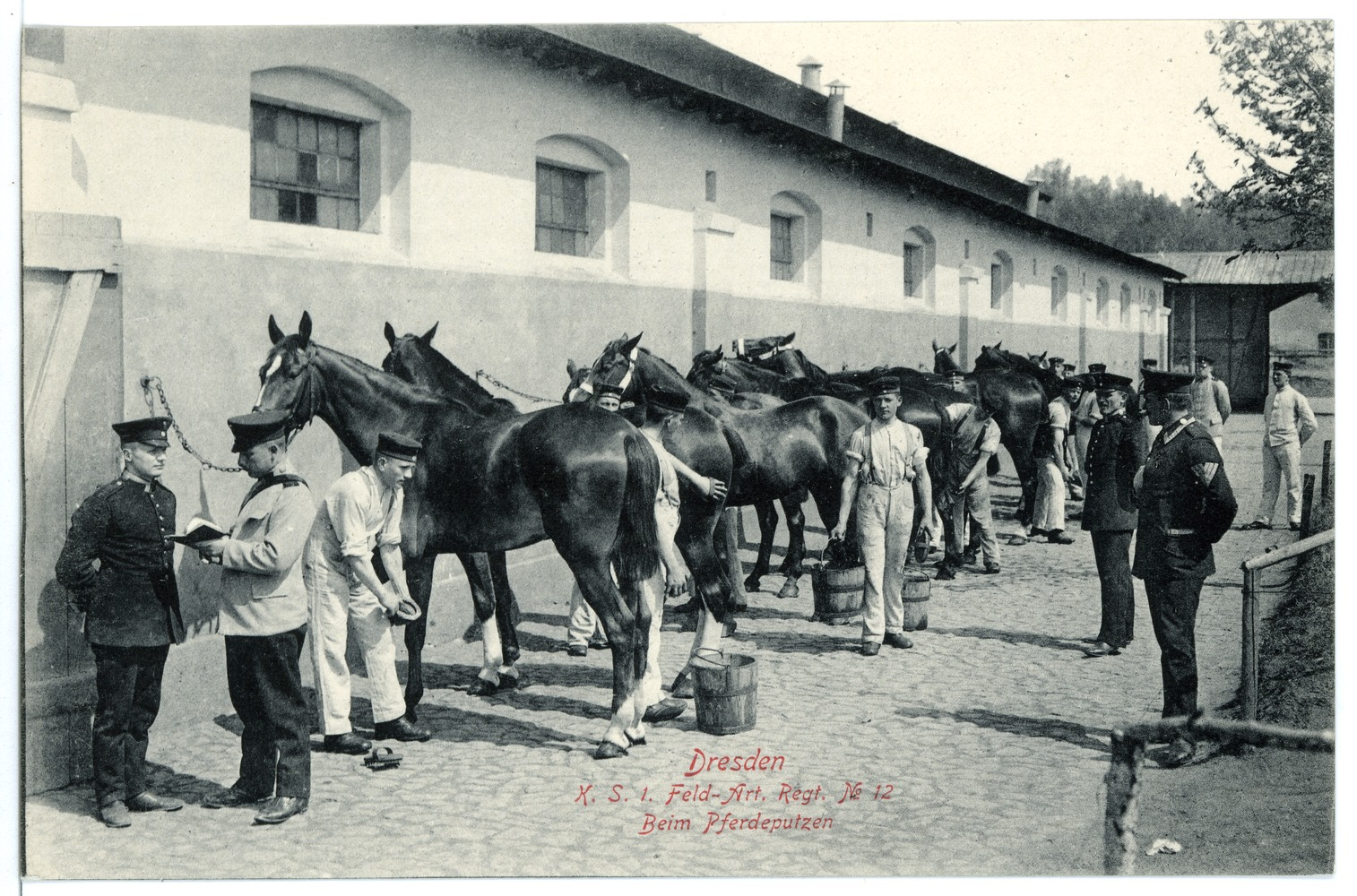
Pansage des chevaux dans un régiment d'artillerie à Dresde en 1913 : jusqu'à la Première Guerre mondiale, l'artillerie est avant tout hippomobile.

Exemple : Canon de 5,5 pouces

### Artillerie à cheval (attelage)
L'artillerie à cheval fut inventée par les Prussiens au début du XVIIIe siècle, car Frédéric II le Grand s'était rendu compte que le calibre de l'artillerie était secondaire. Il a donc créé des pièces tirées par des chevaux, sur lesquels les servants montaient : le canon était alors opérationnel en 5 minutes.

### Artillerie de montagne

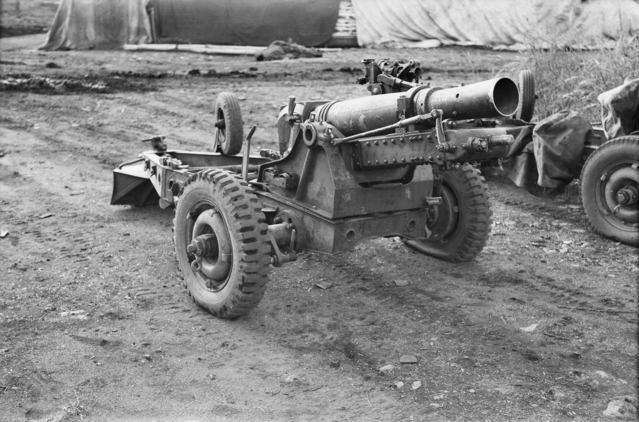
Canon de montagne Ordnance QF 25 pounder Short Mark I australien (surnommé baby), produit à partir de 1943

Elle est généralement plus courte, montée sur des affûts plus légers et démontable pour être transportée sur les terrains accidentés.